# Neuroßgärter Kirche

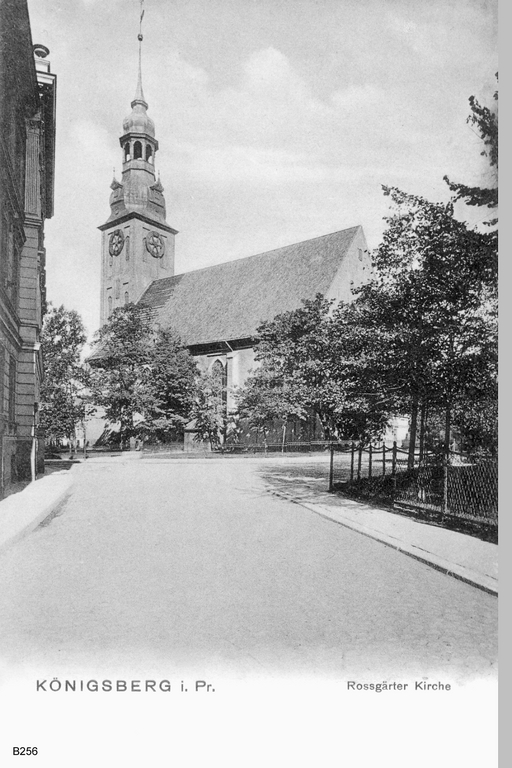
Neuroßgärter Kirche

Die Neuroßgärter Kirche (russisch Новая Россгартенская кирха, Nowaja Rossgartenskaja Kircha) stand im Stadtteil Neuroßgarten in Königsberg und erhielt ihren Namen, um eine Verwechslung mit der Altroßgärter Kirche auszuschließen.

## Bau und Ausstattung
Erbaut wurde sie von 1644 bis 1647 als ein chorloser Saalbau mit flachem Holztonnengewölbe und Stichkappen. Der Bau war ein flaches Stichbogengewölbe aus Holz, das nach dem Entwurf des preußischen Hofmathematikers Christian Otter (1598–1660) geschaffen wurde. Otter war Mathematiker, Zivil- und Kriegsbaumeister, der später als Professor zu Nimwegen verstarb. Er war Erfinder der Holländischen Fortifikationsbauweise.
Das Gewölbe zeigte zahlreiche Malereien. Die Malereien der Mitte von Osten nach Westen zeigten die Schöpfung des Weibes aus der Rippe Adams und den Sündenfall. In der Mitte des Gewölbes befanden sich die vier Gemälde Anbetung der Christen, Kreuzigung Christi, Auferstehung und Himmelfahrt. In Richtung der Orgel befand sich Das Jüngste Gericht. Zwischen den Stichkappen befanden sich auf der Südseite die Gemälde Jesaja und der Engel mit glühender Kohle (Jes. 6,7), Vereinigung des ersten Menschenpaares durch Gott, Mariae Verkündigung, Jonas und der Walfisch, Lot mit seinen Töchtern und Der Prophet. Auf der Nordseite befanden sich auch Gemälde, darunter Der Prophet Micha, Die Sintflut, Erhöhung der Schlange durch Moses, Die Himmelfahrt des Elias, Jerusalem und Der Apostel Philippus.
Der von 1683 bis 1695 gebaute 90 m hohe Kirchturm diente den Haffschiffern als Landmarke. 1667 erhielt er eine Turmuhr und 1817 einen Blitzableiter.
1673/1674 wurde von David Trampp eine Orgel eingebaut, die in den Jahren 1734–37 von Georg Sigismund Caspari (1693–1741) umgebaut und erweitert wurde. Da Caspari die Orgel um zehn Register erweiterte, wird in verschiedenen Quellen von einem Neubau gesprochen, jedoch blieben das gesamte Pfeifenmaterial, das Orgelgerüst und wesentliche Teile des Gehäuses der Trampp-Orgel erhalten. Neu angefertigt wurden neben den zehn neuen Registern die Windladen, die Trakturen und der Spielschrank. Bruno Göbel setzte 1904 in das alte Gehäuse ein neues Orgelwerk mit zwei Manualen und 36 Registern. Dieses wurde 1934 durch die Firma W. Sauer umgebaut.
Die schöne mit figürlichen Schmuck versehene Kanzel entstand 1648, aus dem Achteck geschnitzt, mit korinthischen Säulen an den Ecken, der Jesus-Figur und den vier Evangelisten in den Feldern. Träger war ein Engel. Sie besaß Schalldeckel mit Engeln und als Krönung eine Darstellung des Auferstandenen.
Der Altaraufsatz wurde 1668 gemalt. In der Predella befand sich ein Gemälde, das das Abendmahl zeigte. Im ersten Geschoss befanden sich rechts und links je eine Statue, Allegorie auf die Tugenden. Dazwischen ein Ölgemälde, das die Kreuzigung darstellte. Im zweiten Geschoss befanden sich über den Säulenpaaren Statuen. Links die Figur des Moses, rechts die Figur von Johannes dem Täufer. Dazwischen ein Ölgemälde, das die Auferstehung zeigte. Im dritten Geschoss befand sich ein Medaillon-Ölgemälde, das die Himmelfahrt zeigte. Gekrönt wurde der Altaraufsatz von der Figur des Christus mit der Siegesfahne. Flankiert wurde die Figur von Putten mit den Marterwerkzeugen.
Auf der Empore befand sich ein Kruzifix. Das Kruzifix ist ein Kunstwerk des seinerzeit berühmtesten Bildhauers, Isaak Riga (* vor 1653 in Königsberg, † zwischen 1715 und 1720 in Königsberg). An seiner rechten Seite schwebte ein Engel und fing das Blut Christi in einem Kelch auf. An dem Sockel des Kruzifixes waren ein Wappen: I.R. 1676 und eine Inschrift, worin sich Isaak Riga als Schöpfer des Kruzifixes ausweist.
Von dem Erzbischof Ludwig Ernst von Borowski existierte in der Kirche eine von Emil Cauer dem Älteren geschaffene Büste an der Außenseite und ein Bild von Andreas Knorre im Kirchenschiff, beides ein Totalverlust des Zweiten Weltkriegs. Folgende Ölgemälde befanden sich in dem christlichen Sakralbau: Der Zinsgroschen; Vertreibung aus dem Paradies, Kreuzigung Christi mit den beiden Schächern; Apostelbilder; Auferstehung aus den Gräbern, die Ehebrecherin, Bartholomäus Benig pinx., Christus mit den drei Frauen; Grablegung Jesu, Abnahme vom Kreuz.
Die Kirche wurde bei den Luftangriffen auf Königsberg Ende August 1944 zerstört (danach aufgenommene Bilder zeigen den ausgebrannten Turm und die Seitenwände). Nach dem Zweiten Weltkrieg wurde von der Stadtverwaltung die Ruine nach und nach abgerissen, die letzten Reste des Turmes Mitte der 1970er Jahre. Heute befindet sich an der Stelle der Kirche ein leerer Platz.

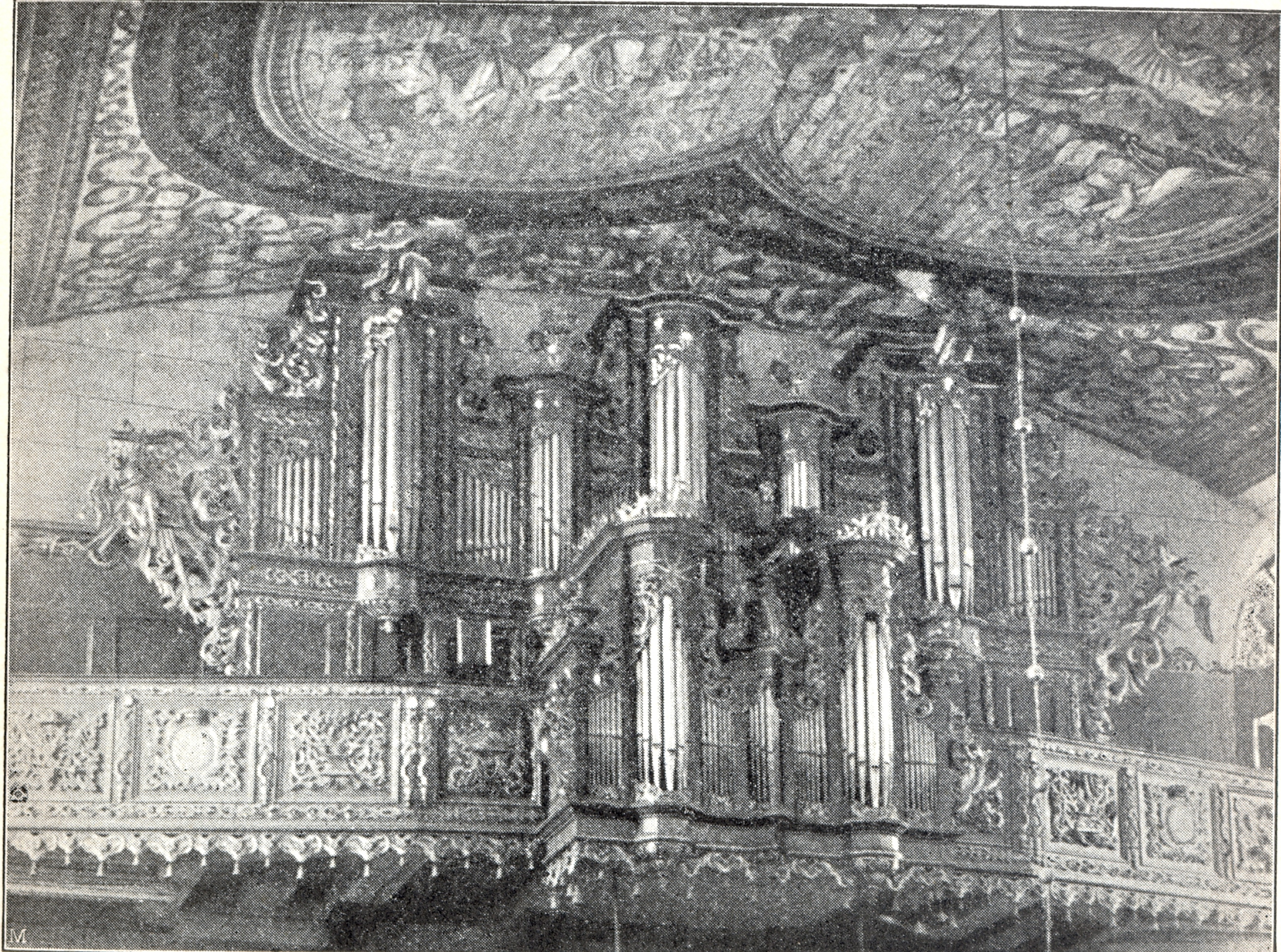
Orgel.
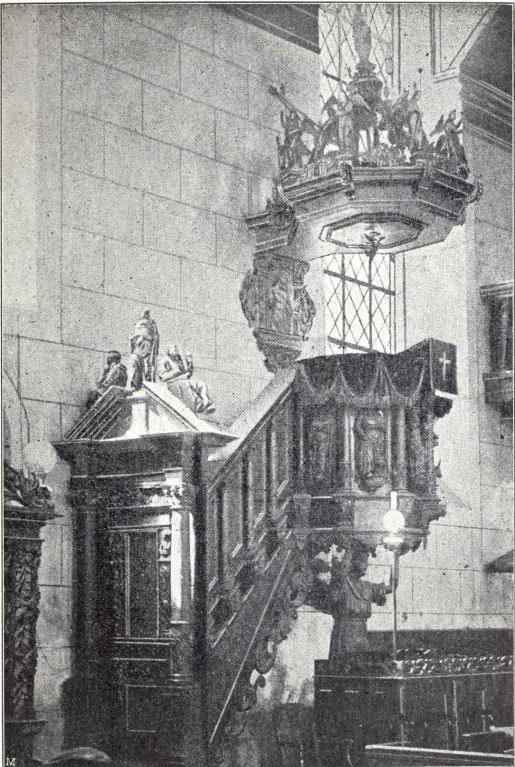
Kanzel

## Pfarrer
Versuch einer Liste
- Ludwig Ernst von Borowski
- Friedrich Robert Ludwig Troje[9]